# Eupholidoptera cretica
Eupholidoptera cretica ist eine Langfühlerschrecke aus der Familie der Tettigoniidae innerhalb der Überfamilie der Laubheuschrecken. Sie ist Endemit der Insel Kreta. Von der Art ist nur ein Fund des Typusexemplars aus dem Jahr 1942 bekannt geworden, mittlerweile wurden aber an zwei weiteren Fundorten (wenige) andere Individuen gefunden. Viele Bearbeiter gingen daher längere Zeit von einem Aussterben der Art aus. In der Roten Liste der IUCN gilt sie seit Dezember 2023 als stark gefährdet (endangered).

## Beschreibung
Wie bei allen Arten der Gattung handelt es sich bei Eupholidoptera cretica um eine Laubheuschrecke mit stark verlängerten, fadenförmigen Antennen, zu schuppenartigen Rudimenten verkürzten Flügeln (Vorder- und Hinterflügel) und auffallend langen Hinterbeinen. Das Pronotum ist glatt und ungekielt, es ist weder ein Mittelkiel noch Seitenkiele ausgebildet, sein Hinterrand ist abgerundet. Die Cerci beim Männchen sind schlank, der Ovipositor der Weibchen (bei der Art bisher unbekannt) lang, vorn zugespitzt und gleichmäßig gebogen. Die Gattung zeichnet sich durch die schwarze Färbung des zehnten Tergits des Hinterleibs gegenüber den meisten verwandten Gattungen aus.
Die Art ist bräunlich gefärbt und etwas dunkel marmoriert (nicht grün wie viele andere Arten der Gattung), mit gegenüber dem Körper gleichfarbenen Beinen, nur die Schenkel der Hinterbeine schmal schwarz quergestreift. Das Pronotum ist auf der Oberseite rotbraun, seine Seitenlappen im hinteren Abschnitt mit einer schmalen, verwaschenen hellen Binde, die oben schmal schwarz gesäumt ist. Die schuppenförmigen Vorderflügel sind bei Ansicht von oben völlig unter dem stark konvex vorgezogenen Halsschildrand verborgen, sie sind von der Seite her ein wenig sichtbar. Das Typusexemplar (ein Männchen) ist 27 Millimeter lang.
Von den zahlreichen verwandten Arten ist die Art sicher ausschließlich im männlichen Geschlecht, anhand der Ausbildung der männlichen Begattungsorgane an der Hinterleibsspitze unterscheidbar. Weder an der Körpergestalt noch anhand der Färbung ist eine Bestimmung möglich, im Gegensatz zu vielen anderen Gattungen ist bei Eupholidoptera auch der Gesang der Männchen zwischen den Arten sehr einheitlich. Bei der Art sind die Cerci völlig unbedornt. Die Loben der mittig eingeschnittenen Subgenitalplatte sind vorn abgestumpft und unbedornt, die Styli sitzen auf deren Unterseite nahe der Spitze an und zeigen nach unten (nicht nach hinten). Der Epiphallus des Aedeagus ist fast auf ganzer Länge fusioniert, die Spitzen weichen kaum auseinander (nicht hakenförmig gebogen). Die Styli sind länger als die halbe Länge der Subgenitalplatte, ihre Spitze ist abgerundet.

## Funde
Die Art wurde im Juni 1942 auf Kreta gefunden und 1951 von dem in Berlin forschenden Entomologen Willy Ramme anhand des gesammelten Belegs erstbeschrieben. Als Fundort wird „Sanmaria“ angegeben, nach Meinung späterer Bearbeiter handelt es sich um einen Falschschreibung für  „Samaria“, also die Samaria-Schlucht im Südwesten der Insel. Die Art wurde von Entomologen dort (heute ein beliebtes Touristenziel auf der Insel) vielfach gesucht, aber nur noch an zwei oder drei Standorten wiedergefunden. Deswegen wird sie in der Roten Liste gefährdeter Arten der IUCN in der Kategorie stark gefährdet aufgelistet (Stand 2023).

## Taxonomie und Systematik
Eupholidoptera ist eine taxonomisch schwierige Gattung mit etwa 50 sehr ähnlichen Arten, mit Verbreitung überwiegend im östlichen Mittelmeerraum (nur eine Art kommt westlich bis nach Südfrankreich vor). Lebensraum aller Arten ist die Macchie der mediterranen Klimazone, wobei zahlreiche Arten nur sehr kleine, vikariierende Verbreitungsgebiete aufweisen, also meist in jeder Region nur eine Art vorkommt. Viele der Arten wurden sehr selten gefunden. Aus Griechenland sind 22 Arten bekannt, davon 18 auf den Inseln, davon 10 Arten von der Insel Kreta.